# 1658 en France
Chronologie de la France
- 1654
- 1655
- 1656
- 1657
- 1658
- 1659
- 1660
- 1661
- 1662

Cette page concerne l’année 1658 du calendrier grégorien.

## Événements

### Janvier
- 24 décembre 1657-18 février : hiver extrêmement rigoureux. Gelées sans interruptions à Paris, très âpres du 20 au 26 janvier, du 28 au 31 janvier et du 11 au 18 février[1]. Gelées d’oliviers en Provence[2].
- 3 janvier : mort de Jacques Dyel du Parquet, gouverneur de la Martinique ; sa veuve Marie Bonnard essaie de le remplacer mais est rejetée par les colons en juillet. Elle est emprisonnée, puis libérée le 19 août après avoir renoncé au gouvernement. Il s’ensuit une guerre contre les Indiens caraïbes, accusé de recueillir de nombreux esclaves fugitifs, qui se solde à la fin de l’année par l’expulsion de la plupart des Caraïbes de la Martinique. Le 15 septembre, Adrien Dyel de Vaudroques, frère ainé de Jacques, est nommé gouverneur pendant la minorité de son neveu ; il arrive à la Martinique en novembre 1659. Marie Bonnard meurt en mer lors de son voyage de retour, en août 1659[3].
- 4 janvier : la Compagnie du Saint-Sacrement nomme des commissaires pour « conférer des moyens de remédier aux principaux désordres publics, comme aux blasphèmes, aux scandales de femmes débauchées, aux académies de jeux, aux tabacs et aux cabarets mal famés, aux désordres des Bohémiens et des Compagnons du Devoir, aux foires des jours de fête, aux profanations des fêtes par le travail des artisans, aux irrévérences dans les églises, au mauvais emplois des deniers destinés aux grandes œuvres de la charité et à d’autres choses semblables qui servaient de sujet au zèle de la Compagnie. » (Annales de d’Argenson)[4].
- 7 janvier : selon La Gazette, la troupe royale des comédiens français représente au Louvre devant la cour Astyanax ou le Héros de la France[5].
- 23 janvier : mariage de Marguerite-Louise-Suzanne de Béthune, fille de Sully, et de Charlotte Séguier avec la comte de Guiche[6].
- 25 janvier :
  - factum pour les curés de Paris, contre un livre intitulé Apologie pour les casuistes ; c’est le premier des Écrits des curés de Paris, attribué à Pascal[7]. Pascal rédige en 1658 un Projet de mandement contre l'Apologie pour les casuistes.
  - achevé d’imprimé du recueil des Portraits et Éloges, publié par Charles Sercy est dédié à Mademoiselle[8]. Deux des 59 portraits ont sans doute été composés par Bussy-Rabutin.

### Février
- 4 février : bal de la maréchale de l’Hospital où sont le roi et Mademoiselle. Le roi la raccompagne, ils se promènent à 3 h du matin sur la terrasse du Luxembourg[5].
- 6 février : bal chez le chancelier Pierre Séguier ; incident de préséance entre la princesse d’Angleterre et Mademoiselle[5].
- 10 février : bal donné par Mademoiselle au Luxembourg. Elle oublie d’inviter Madame de Guiche vexant son grand-père, le chancelier Séguier.
- 14 février : 
  - le ballet royal d’Alcidiane, de Benserade est dansé au Louvre pour la première fois par le roi en présence de la reine, Monsieur, Mademoiselle et de toute la cour[5].
  - la Compagnie du Saint-Sacrement propose l’interdiction des « plaidoiries de causes grasses au Carnaval de Paris », tant au Châtelet qu’au Parlement de Paris[9]. Cette coutume consiste, durant un des trois jours de carnaval, de plaider une cause plus ou moins fantaisiste, soit lors d’un procès réel, soit inventé. Le premier président Lamoignon réglemente les excès de la « cause grasse » le 19 février 1660, sans effet, et la coutume perdure jusqu’au XVIIIe siècle[10].
- 24 février : dernière visite de la reine de Suède à Paris[5].
- 27 février : grande crue de la Seine[1] avec 8,96 m à l’échelle d’Austerlitz. Le 1er mars, elle détruit le pont Marie, pourtant construit en pierre[11]. C’est la plus forte crue connue de la Seine : 8,81 mètres contre 8,50 mètres en 1910.

### Mars
- 3 mars : carême-prenant. Un bal masqué est donné au Louvre. Monsieur s’habille en fille, avec une perruque blonde. La reine de Suède est habillée en Turque. À 4 heures du matin elle rend visite au cardinal qui souffre de la goutte pour lui parler d’affaires[5].
- 4 mars : lundi Gras. Pour régler une question de préséance entre la reine de Suède et la reine d’Angleterre, Anne d’Autriche suggère que la reine de Suède vienne en masque. Elle vient en bohémienne et fait rire d’elle, comme en d’autres circonstances[5].
- 5 mars : mardi Gras. La mascarade des capucins et capucines fait scandale. Elle implique monsieur et madame d’Olonne, l’abbé de Villarceaux, Thury, lord Craff et le marquis de Sillery[5].
- 10 mars : petit ballet fait par Montbrun. Personne ne veut le recevoir quand la reine de Suède le demande. Finalement la maréchale de l’Hospital accepte. Le roi, Monsieur et Mademoiselle y vont[5].
- 12 mars : la reine de Suède quitte Paris pour Fontainebleau. Deux jours plus tard elle part en Italie[5].
- 28 mars : renouvellement de l’alliance franco-anglaise[12]. Elle précise que le siège de Dunkerque sera entrepris entre le 20 avril et le 10 mai, l’armée française et la flotte anglaise devant cerner la ville par terre et par mer[13].
- 29 mars : une assemblée de gentilshommes est organisée à Trun, dans un cadre de contestation nobiliaire[14].

### Avril
- 2 avril : second écrit des curés de Paris, attribué à Blaise Pascal, et signé le lendemain par les huit curés délégués[7].
- 3 avril : le cardinal de Retz quitte la Hollande et se rend à Liège, puis à  à Anvers et Bruxelles. À Bruxelles, il va remercier Condé de lui avoir fourni une escorte à Cologne l’année précédente. Condé essaie de l’entraîner dans son parti contre Mazarin, mais Retz se déclare incapable de rien entreprendre, faute d’appuis en France[15].
- 24 avril : rentré en grâce, le duc de Beaufort est reçu à la cour[5].
- 25 avril : la cour quitte Paris[5].
- 27 avril : mariage de François de Grignan avec Angélique-Clarisse d'Angennes[16].
- 30 avril : Fouquet achète la terre et seigneurie de La Guerche. Il rend l’hommage féodal au marquis de Coislin, lieutenant général du roi en Basse Bretagne[17].
- Début d’un soulèvement en Sologne, dit des sabotiers. Des paysans se révoltent à la suite de la décision des receveurs des tailles de ne plus accepter les liards, ces monnaies de cuivre qui avaient été acceptées par les surintendants pour faciliter les échanges. Durant l’été, le roi y envoie une colonne de soldats[18].

### Mai
- Début mai : nouvelle campagne de Turenne. Il part de Paris pour aller assembler l’armée aux environs d’Amiens. Bussy-Rabutin veut emprunter à Madame de Sévigné sur une part d’un commun héritage (à la suite de la mort de leur oncle Jacques de Neuchèze, évêque de Chalon-sur-Saône) pour financer sa campagne auprès de Turenne. Celle-ci conseillée par l’abbé de Coulanges, tergiverse. Les deux cousins se brouillent et ne se réconcilient qu’en 1669[19],[20].
- 10 mai : le sieur de Fresne qui a pris le parti de Basile Fouquet remet à Nicolas Fouquet sa démission en blanc de la charge de gouverneur de Tombelaine[21].
- 14 mai :
  - Turenne quitte Amiens pour assiéger Dunkerque[20].
  - le maréchal d’Aumont fait une tentative malheureuse contre Ostende. Il est fait prisonnier le 16 mai alors qu’il comptait prendre la place par surprise, avec de nombreux officiers et mousquetaires[22].
- 20 mai :
  - publication du troisième écrit des curés de Paris, daté du 7 mai ; sa pagination enchaîne celle du troisième écrit[7].
  - achevé d’imprimer du Recueil de pièces en prose les plus agréables de ce temps, édité par Charles de Sercy[23]. L’éditeur y a imprimé anonymement les Maximes d’amour de Bussy-Rabutin.
- 23 mai : le quatrième écrit des curés de Paris est arrêté[7].

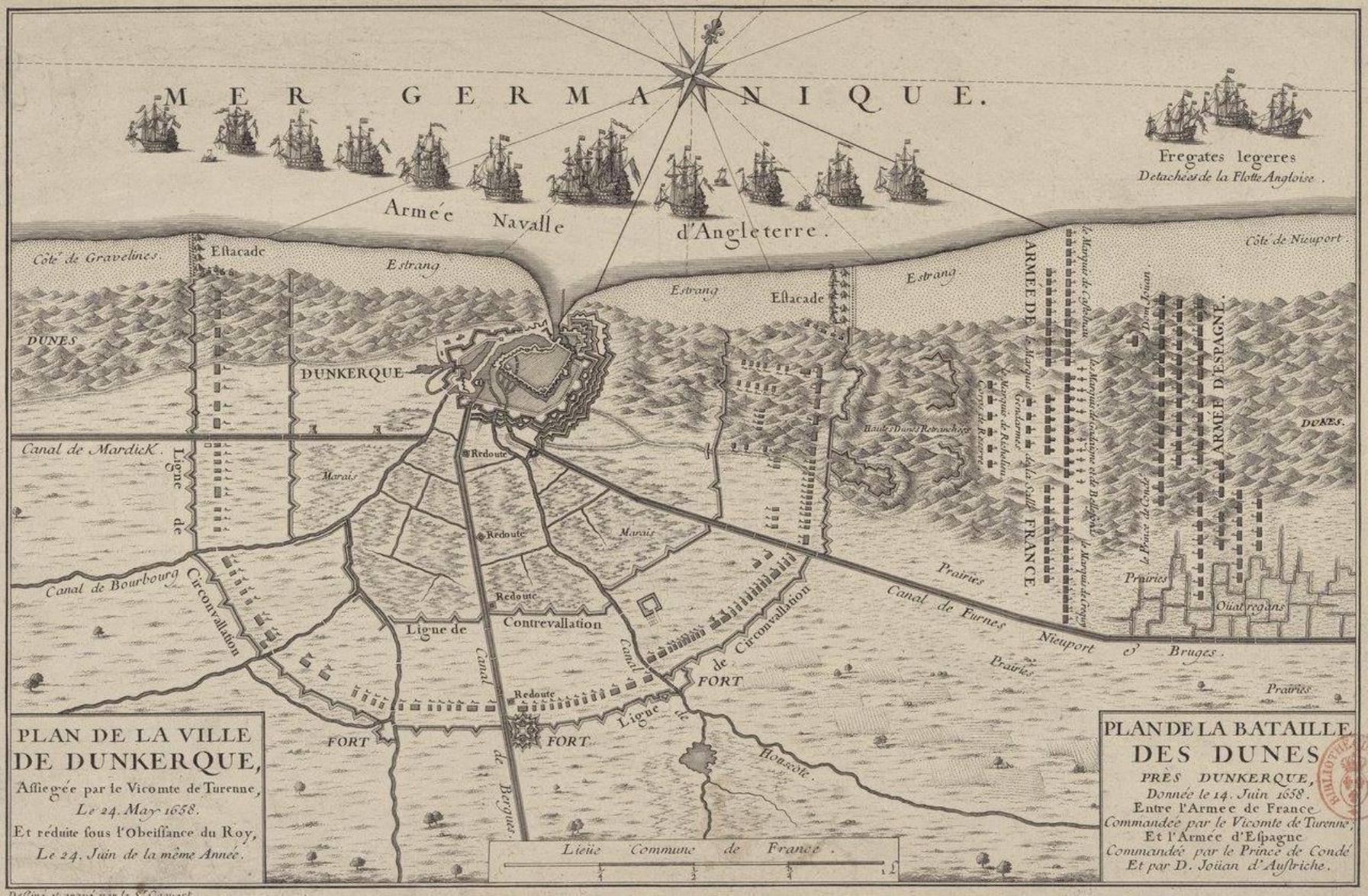
Plan du siège de Dunkerque et de la bataille des Dunes avec blocus de la flotte anglaise.

- 25 mai : attaque de Dunkerque par les troupes du roi de France[12].
- Mai :
  - le cardinal de Retz séjourne en Hollande (Utrecht, Rotterdam…). À Rotterdam, il reçoit un émissaire des jansénistes, de Baudry d’Asson, mais refuse de s’engager à leurs côtés[24].
  - Pascal, dans une conférence à Port-Royal, présente son projet d’apologie du christianisme (ou octobre-novembre, d’après Louis Lafuma)[25].

### Juin
- 1er juin : Gaston d’Orléans quitte Bourbon-l’Archambault où il est en cure pour se rendre à Blois et apaiser la révolte des sabotiers à Gien et à Sully-sur-Loire. Il désavoue la sédition, mais parvient à la faire reculer en Sologne et en Berry contre la promesse d’une amnistie (lettre du 24 juin 1658)[26].
- 2 juin :
  - Régnault Deslandes, gouverneur de Concarneau, met par écrit sa parole d’être fidèle à Nicolas Fouquet[27],[28]. Il est néanmoins démis moins d’un an plus tard[29].
  - Charles Colbert du Terron, intendant de Brouage, écrit à son cousin Colbert que des travaux de fortification et portuaires sont en cours à l’île d’Yeu. Il soupçonne Fouquet de se cacher derrière son amie, Madame d’Assérac. Le 23 juin, il n’a plus de doute que les travaux sont dus à « Messieurs Fouquet » ; une frégate de dix- huit canons relâche dans l’île et il pense qu’elle y décharge des munitions de guerre. Mi-juillet, il apprend du gouverneur de l’île de Ré que les travaux d’Yeu sont importants. Colbert confirme à son informateur que Fouquet est probablement derrière ces travaux[30].
- 8 juin : le pape Alexandre VII nomme Pallu, de Lamothe-Lambert et Cotolendi vicaires apostoliques pour les missions en Asie ; nomination à l’origine de la société des Missions étrangères de Paris fondée en 1663[31].
- 11 juin : parution du cinquième écrit des curés de Paris[32].
- 12 juin : le maréchal d’Hocquincourt, à qui les Espagnols avaient confié la défense de Dunkerque, est blessé et meurt quelques heures plus tard[12].

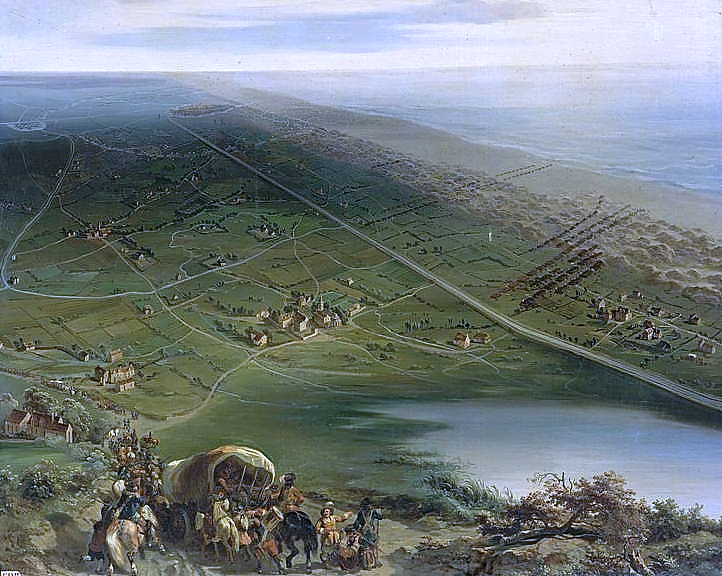
14 juin : bataille des Dunes. Vue panoramique, par Jean-Antoine-Siméon Fort

- 14 juin : victoire de Turenne à la bataille des Dunes sur les Espagnols de don Juan d’Autriche et Condé. Le prince de Condé avait prévu l’issue de la bataille. Se tournant, avant le commencement de l’action, vers le jeune duc de Glocester, il lui dit : « Nous allons vous montrer comment on perd une bataille. »[12]
- 23 juin : arrêt du conseil, portant défense de faire aucune assemblée de noblesse, sous peine de la vie[33]. Des Assemblées insurrectionnelles de la noblesse, se déroulent de la Normandie à l’Orléanais et à la Gascogne (1657-1659). Elles revendiquent le retour à la paix et la fin de l’absolutisme.
- 25 juin : prise de Dunkerque. La place est remise aux Anglais[12].
- 29 juin - 13 juillet : Louis XIV est grièvement malade à Calais ; intrigues à cette occasion autour de Monsieur contre Mazarin[34]. Le cardinal craint la mort du roi. Guiche se vante que le cardinal sera bientôt arrêté. Les comploteurs qui ont espéré la succession du roi sont punis. Madame de Fiennes est exilée. La princesse palatine reste de justesse. Guiche est envoyé aux eaux[20]. Fin août, Madame de Choisy est exilée à Balleroy[35].
- Fin juin : Blaise Pascal se consacre au concours de la roulette jusqu’au 20 janvier 1659[36]. Il envoie trois lettres circulaires relative à la cycloïde (juin, mi-juillet, 7 et 9 octobre), rédige une Histoire de la roulette (10 octobre), un récit de l’examen et du jugement des écrits envoyés pour les prix proposés publiquement sur le sujet de la roulette (25 novembre), une Suite de l’Histoire de la roulette (12 décembre) et une Addition à la suite de l’Histoire de la roulette (20 janvier 1659)[37].

### Juillet
- 1er juillet : les sabotiers abandonnent le siège du château de Sully. Les troupes de Pilois traquent les derniers chefs rebelles et le 3 juillet, Abel Servien annonce à Mazarin « de l’entière dissipation des révoltés de Sologne »[38].
- 2 juillet - 24 septembre : conquêtes de l’armée française en Flandre. Prise de  Bergues (2 juillet), Furnes (3 juillet), Dixmude (7 juillet)[39], Gravelines (30 août)[12], Oudenarde (9 septembre), Menin (17 septembre) et Ypres (24 septembre)[40]. Elle approche de Bruxelles.
- 6 juillet : Louvois reçoit les provisions de secrétaire d’État[41].
- 8 juillet : amélioration dans la santé du roi[42].
- 14 juillet : le marquis de Castelnau-Mauvissière, blessé à Dunkerque, reçoit le bâton de maréchal de France, vingt-quatre heures avant d’expirer[43].
- 20 juillet : une assemblée séditieuse de gentilshommes de Normandie, de l’Orléanais et du Vexin se réunit dans la forêt de Conches ; une assemblée analogue a lieu le 2 août dans la forêt de Brotonne en Normandie, qui ratifie les décisions prises à Conches[44]. Les gentilshommes mécontents décident d’envoyer en septembre des députés vers Gaston d’Orléans pour le prier d’intervenir auprès du roi roi et lui rappeler la promesse faite en 1651 de convoquer les États généraux. Après avoir consulté la Cour à Fontainebleau en août, Monsieur les reçoit à Blois mais refuse de soutenir leur action et les invite fermement à rentrer dans leur devoir, sans toutefois arrêter les meneurs comme lui avait suggérée la cour[45].
- 22 juillet : le roi part allongé dans un carrosse pour faire une convalescence à Compiègne[12].
- 24 juillet : sixième écrit des curés de Paris, publié à la fin du mois[7].

### Août
- 12 août : retour du roi de Compiègne à Paris[46].
- 14 août :
  - à Mayence, constitution de la Ligue du Rhin, à laquelle la France se joint le lendemain.
  - Bossuet est choisi par l’assemblée des Trois ordres pour aller haranguer à Sedan un nouveau maréchal de France, le maréchal Abraham Fabert , au nom de la ville de Metz[47]
- 20 août : Fouquet reçoit un brevet du roi, contresigné de Loménie de Brienne, pour l’acquisition et la fortification de Belle-Île pour qu’elle ne tombe pas aux « mains de personnes suspectes et qui n’aient pas toutes les qualités requises pour la bien défendre »[48].

- 30 août : prise de Gravelines[12].

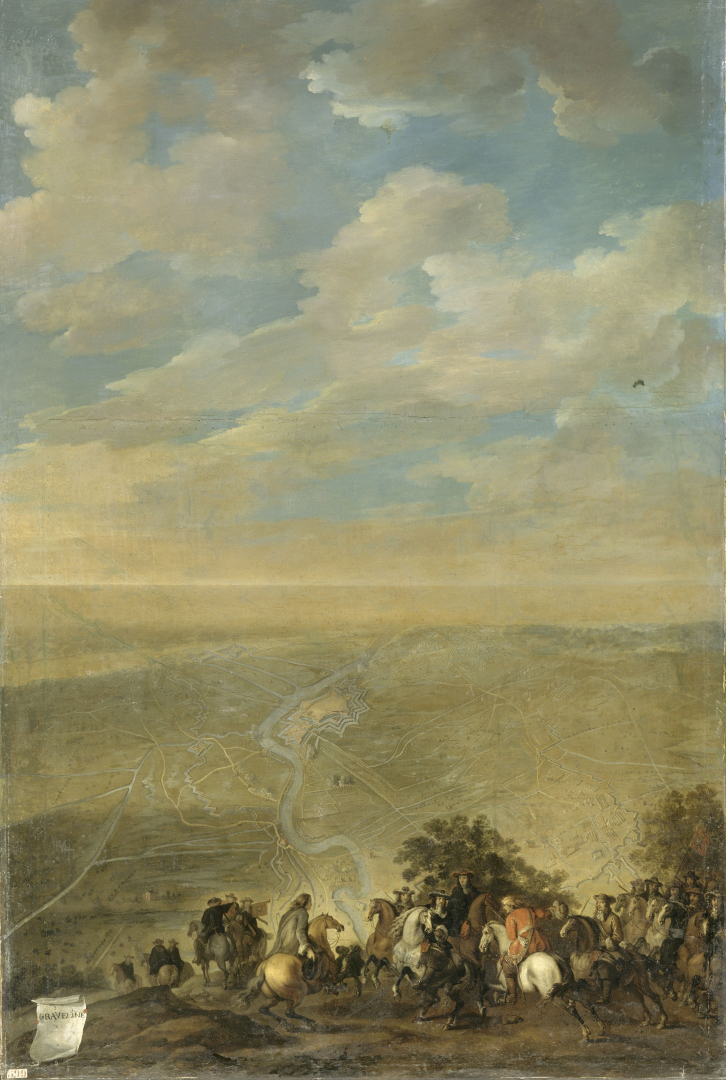
Travaux du siège de Gravelines par le maréchal Henri de La Ferté-Senneterre.

- Août : le dôme de Vaux est terminé[49].

### Septembre
- 5 septembre : Fouquet achète via un prête-nom, Jean Fleuriot, secrétaire du roi, Belle-Ile pour 1,3 million de livres[48].
- 7 septembre : Mazarin rejoint la cour à Fontainebleau[50].
- 9 septembre : prise de Oudenarde[12].
- 14 septembre : mort du jeune prince de Conti, à peine né, il a le corps tout couvert d’ulcères[51].
- 18 septembre : Mazarin revient à Paris retour de Fontainebleau[51].
- 20 septembre : le roi va de Fontainebleau à Vincennes pour conférer avec Mazarin[51].
- 23 septembre : la cour revient à Paris[51].
- 24 septembre : prise d’Ypres[12].
- Le Brun laisse en plan l’hôtel Lambert pour recevoir une pension de Fouquet et se consacrer à Vaux[52].
- Expulsion et massacre des Indiens caraïbes à la Martinique[53].

### Octobre
- 2 octobre : la Grande Mademoiselle rédige le portrait de Mme de Choisy sous le nom de la « Charmante Exilée »[54]. Exercice qu’elle découvre chez Mme de la Trimouille à Thouars lors de sa première visite à Champigny.
- 4 octobre : Guillaume de Lamoignon est nommé premier président du Parlement de Paris[51].
- 12 octobre : Charles Colbert du Terron, cousin de Colbert, intendant de justice, n’a plus de doute sur le fait que c’est Fouquet qui fortifie l’île d’Yeu[55].
- 20 octobre : Louis de Maridor, seigneur de Saint-Ouen, met par écrit sa parole d’être fidèle à Nicolas Fouquet dans sa querelle avec Basile Fouquet[27]. En échange, il reçoit l’argent nécessaire à l’achat d’une charge de président à la Cour des Aides.

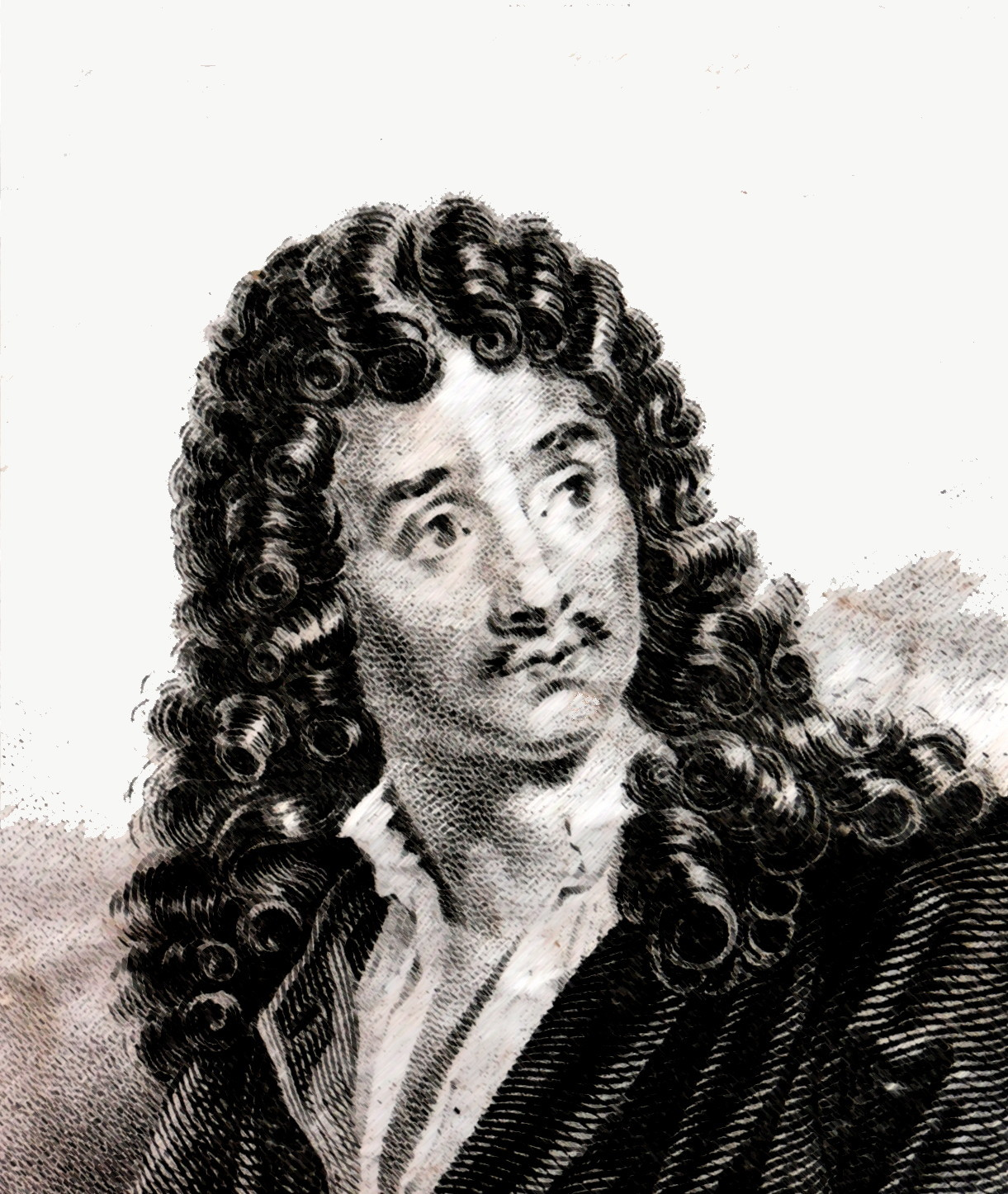
Molière

- 24 octobre : Molière fait représenter Nicomède de Pierre Corneille et le Docteur amoureux dans la salle des Gardes du Louvre Louvre devant le roi et la cour. La troupe de Molière obtient le privilège de jouer devant le roi accordé alternativement avec les acteurs de l’hôtel de Bourgogne et les comédiens italiens salle du Petit-Bourbon[56].
- 26 octobre : après avoir entendu la messe à Notre Dame, la cour part de Paris pour Lyon, elle met un mois[57]. Il s’agit d’envisager le mariage de Louis XIV avec la fille de Madame Royale, Marguerite-Yolande de Savoie, et donc avec la maison de Savoie. 100 carrosses, 110 fourgons, 200 mulets, 120 charrettes.

### Novembre
- 18 novembre : lit de justice du roi au Parlement de Dijon, pour faire enregistrer des édits fiscaux que le Parlement repoussait. Mademoiselle assiste à la séance et est impressionnée par le jeune premier président : « C’est un fort honnête homme que ce premier président et fort capable pour son âge. C’est le plus jeune premier président de France ; je pense qu’il n’a pas quarante ans, et il y en a quatre ou cinq qu’il est en fonction. Il s’appelle Brulart : je ne l’avais jamais vu qu’à Dijon ; il me vint voir le jour que j’arrivai. » Fouquet conseille la fermeté au cardinal[58].
- 24 novembre : la cour arrive à Lyon après près d’un mois de voyage[59].
- 28 novembre : arrivée de Madame Royale sa fille la princesse Marguerite de Savoie à Lyon. Elles sont rejointes par le duc de Savoie le 1er décembre.Louis XIV rencontre la princesse qu’il est question de lui faire épouser[60]. Début de « La comédie de Lyon ». Au même instant, un envoyé du roi d’Espagne, don Antonio Pimentel arrive incognito à Lyon. Il offre à Mazarin de donner la main de l'infante Marie-Thérèse à Louis XIV. Des négociations pour la paix commencent à Paris au début de l’année suivante[61].

### Décembre
- 8 décembre : départ de la duchesse de Savoie et de ses filles de Lyon[62].
- 27 décembre : Bossuet prononce le Panégyrique de saint-Jean, à Metz[63].